# Gijze Stroboer
Gijze Stroboer (ur. 24 maja 1954 w Amsterdamie) – były holenderski sportowiec, piłkarz wodny, zdobywca brązowego medalu na Letnich Igrzyskach Olimpijskich w Montrealu.